# Crucero clase Highflyer
Los cruceros de la clase Highflyer eran un grupo de tres cruceros protegidos de segunda clase construidos para la Marina Real británica a finales de la década de 1890.

## Descripción

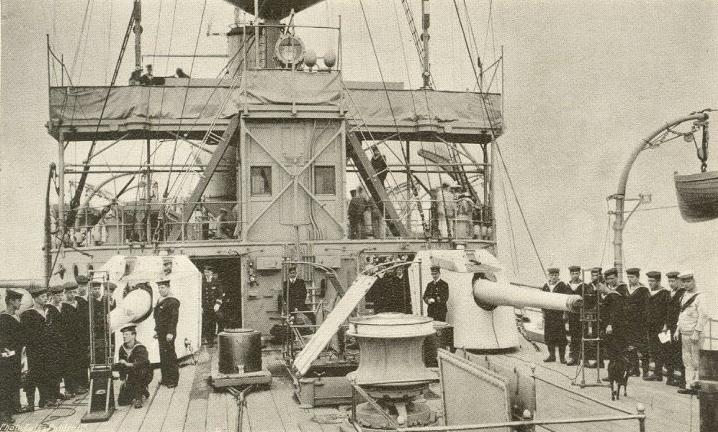
Los dos cañones de 6 pulgadas en el alcázar del Hermes.

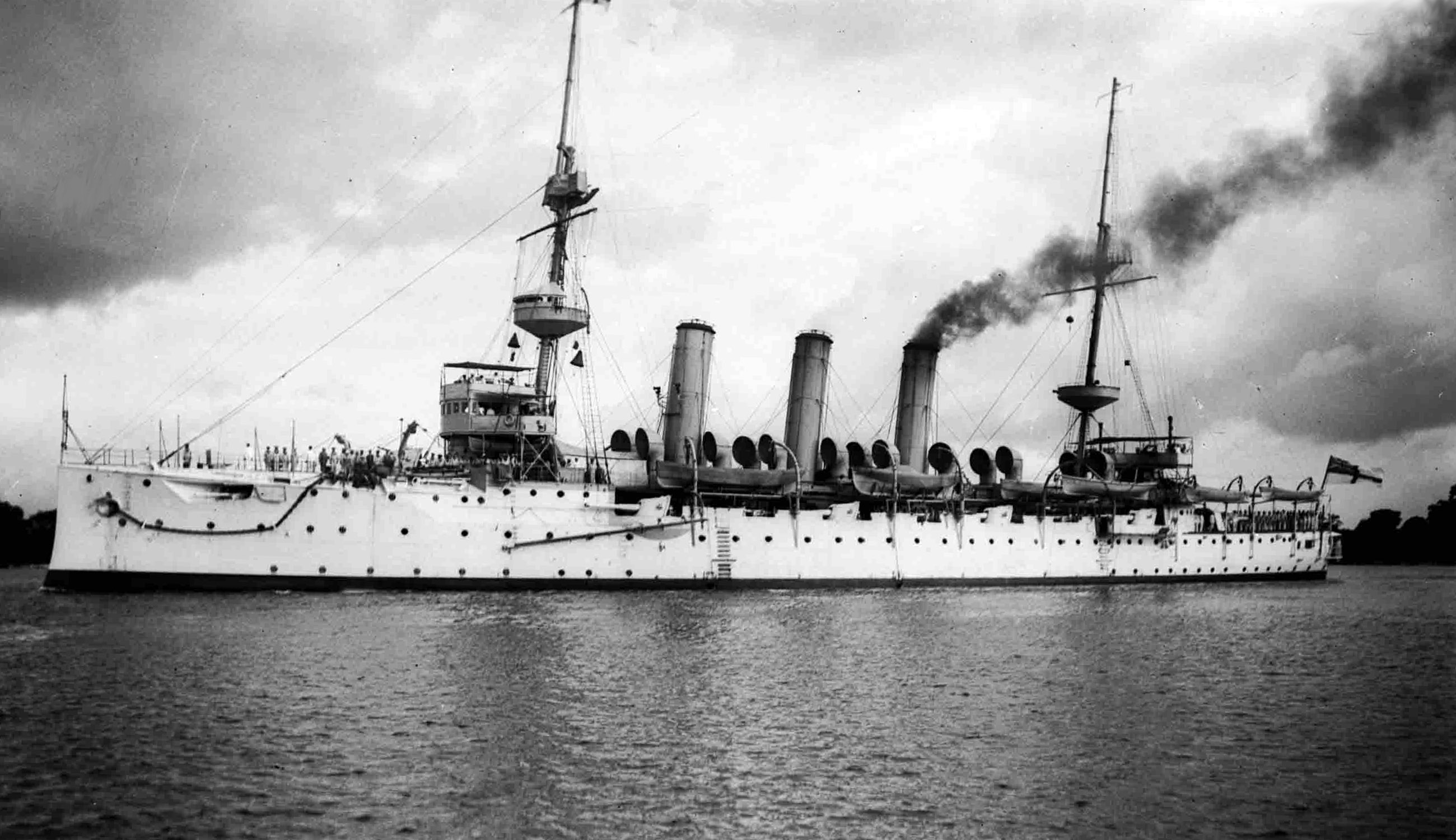
El HMS Hermes, en una imagen de entre 1907 y 1913.

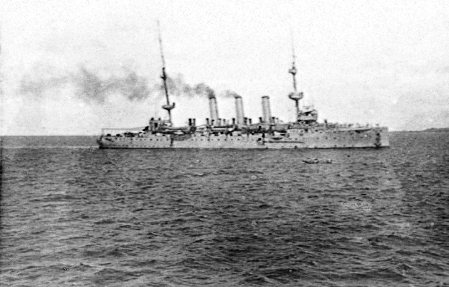
El HMS Hyacinth en 1915.

Los cruceros de la clase Highflyer eran esencialmente repeticiones de la clase Eclipse anterior, aunque con un armamento y maquinaria de propulsión más potentes. Fueron diseñados para desplazar 5.650 toneladas largas (5.740 t). Los barcos tenían una eslora total de 372 pies (113,4 m), una manga de 54 pies (16,5 m) y un calado de 21 pies y 6 pulgadas (6,6 m). Su tripulación estaba formada por 470 oficiales y otros rangos.
Los barcos estaban propulsados por dos máquinas de vapor de triple expansión de 4 cilindros, cada una de las cuales impulsaba un eje, utilizando vapor proporcionado por 18 calderas Belleville, que eran más ligeras y potentes que las calderas cilíndricas utilizadas por los Eclipse. Los motores fueron diseñados para producir un total de 10.000 caballos de fuerza indicados (7.500 kW) que debían dar una velocidad máxima de 20 nudos (37 km/h; 23 mph). Los barcos excedieron fácilmente su potencia y velocidad diseñadas durante sus pruebas en el mar. Llevaban un máximo de 1.125 toneladas largas (1.143 t) de carbón.
El armamento principal de la clase Highflyer consistía en 11 cañones Mk I de disparo rápido (QF) de 6 pulgadas (152 mm). Un cañón estaba montado en el castillo de proa y otros dos estaban colocados en el alcázar. Los ocho cañones restantes se colocaron a babor y estribor en el centro del barco. Tenían un alcance máximo de aproximadamente 10.000 yardas (9.100 m) con sus proyectiles de 100 libras (45 kg). Se instalaron ocho cañones QF de 12 libras y 12 cwt para la defensa contra los torpederos. Se podría desmontar un cañón adicional de 12 libras y 8 cwt para prestar servicio en tierra.  También llevaban seis cañones Hotchkiss de 3 libras y dos tubos de torpedos sumergidos de 18 pulgadas (450 mm).
El blindaje protector de la cubierta de los barcos tenía un grosor de 1,5 a 3 pulgadas (38 a 76 mm). Las escotillas del motor estaban protegidas por una armadura de 127 mm (5 pulgadas). Los cañones principales estaban equipados con escudos de armas de 3 pulgadas y la torre de mando tenía un blindaje de 6 pulgadas de espesor.

## Unidades
- HMS Highflyer: botado el 4 de junio de 1898, sirvió en numerosas bases navales y se dedió a proteger las rutas marítimas británicas. Fue vendido para desguace el 10 de junio de 1921, siendo para entonces el último crucero de la época victoriana en servicio en la Marina Real británica.
- HMS Hermes: botado el 7 de abril de 1898, reconvertido en una especie de primitivo portaaviones en 1913 y hundido el 31 de octubre de 1914 por el submarino alemán  U 27.
- HMS Hyacinth: botado el 27 de octubre de 1898, sirvió en bases navales del sur durante la Primera Guerra Mundial y ayudó en la persecución del SMS Königsberg. Fue vendido para desguace el 11 de octubre de 1923.